# Can Mai (Riudellots de la Selva)
Can Mai és una obra de Riudellots de la Selva (Selva) inclosa a l'Inventari del Patrimoni Arquitectònic de Catalunya.

## Descripció
Situada al costat sud de la plaça de l'església, aquesta casa no conserva l'estructura original però ha mantingut les obertures de diferents períodes. És un edifici de vessants a laterals, que actualment es troba adossat a altres edificacions i té diversos cossos afegits integrant-se en el núcli urbà. Les obertures de la planta baixa són totes de factura moderna. Al primer pis presenta en una de les façanes dues obertures emmarcades en pedra i ampit motllurat, una d'elles té relleu d'arc conopial i un petit medalló central en forma de flor. La façana lateral mostra una altra finestra amb relleu d'arc conopial sobre impostes i una altra de dimensions més grans també d'arc conopial molt més treballada que és l'element més rellevant. És tracta d'una finestra gòtica lobulada que porta la data inscrita de MDXL, amb les impostes decorades amb escuts, motius florals, la inscripció IOER i relleus de rostres humans als angles. Possiblement era la finestra principal de l'edifici original.